# Zjazdy gnieźnieńskie

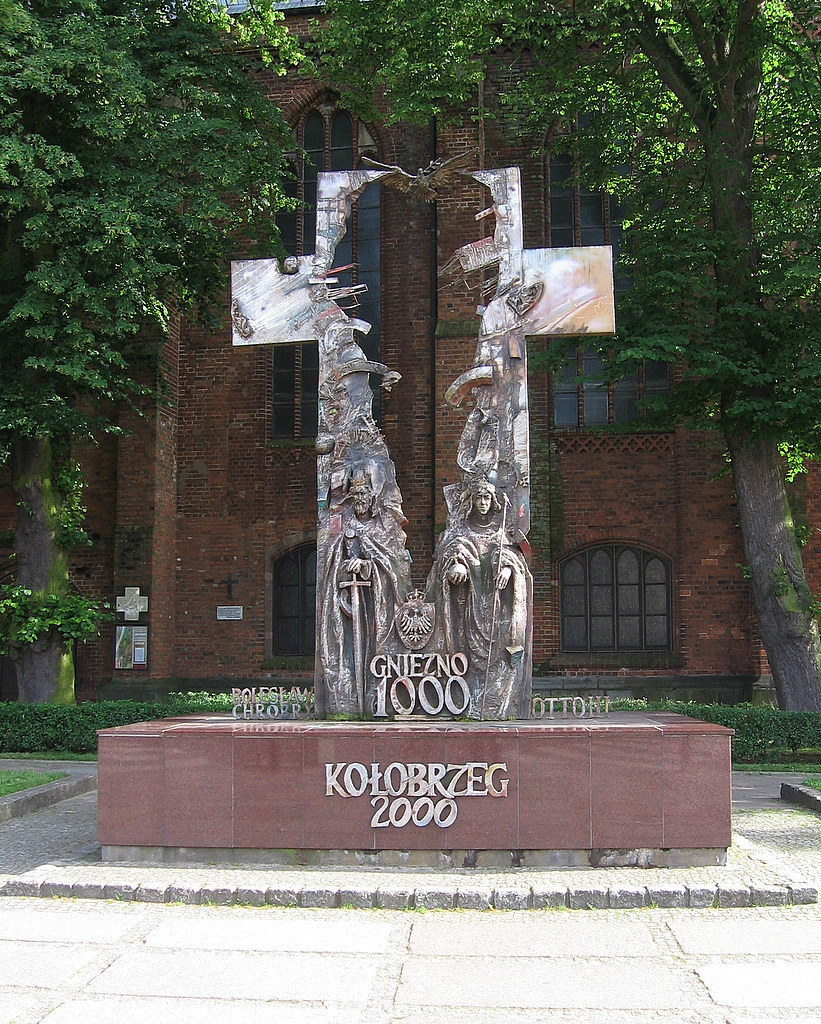
Rocznicowy pomnik w Kołobrzegu z okazji Zjazdu w Gnieźnie

Zjazdy gnieźnieńskie – współczesne zjazdy, będące forum dialogu między różnymi kręgami kulturowymi, wyznaniami i religiami. Stanowią także okazję do przedstawienia dziedzictwa Gniezna i Polski na Starym Kontynencie. Nawiązują do tradycji
zjazdu gnieźnieńskiego z roku 1000.

## Zjazd gnieźnieński (Synod gnieźnieński; 7 marca a 15 marca 1000)
Pielgrzymka cesarza Ottona III do grobu biskupa Wojciecha oraz spotkanie z księciem Bolesławem Chrobrym i jego synami w celu pozyskania relikwii męczennika. Otton III pragnął także pozyskać Bolesława dla realizacji swych planów uniwersalistycznego cesarstwa zachodniego, na które miały złożyć się prowincje Galia, Romania, Germania i Sclavinia. Podczas zjazdu Otton III nałożył na głowę Bolesława diadem cesarski oraz obdarował go kopią Włóczni św. Maurycego – jednym z symboli władzy cesarskiej.
Najdonioślejszym efektem zjazdu było utworzenie, być może planowanej już od 999 r., metropolii gnieźnieńskiej, na czele której postawiono brata św. Wojciecha – Radzima Gaudentego oraz powołanie podległych jej nowych biskupstw-sufraganii w Krakowie z biskupem Popponem, w Kołobrzegu z biskupem Reinbernem, Wrocławiu z biskupem Janem. Biskupstwo w Poznaniu, być może dopiero wówczas powołane do życia, pozostało poza metropolią gnieźnieńską aż do śmierci biskupa Ungera.

## Współczesne zjazdy gnieźnieńskie

### II Zjazd gnieźnieński (3 czerwca 1997)
Zorganizowano w tysięczną rocznicę śmierci św. Wojciecha z udziałem papieża Jana Pawła II i siedmiu prezydentów krajów Europy Środkowej i Wschodniej (Polski – Aleksandra Kwaśniewskiego, Niemiec – Romana Herzoga, Czech – Václava Havla, Słowacji – Michala Kovacza, Węgier – Arpada Göncza, Ukrainy – Leonida Kuczmy, Litwy – Algirdasa Brazauskasa). Przesłaniem zjazdu stały się papieskie słowa: „Nie będzie jedności Europy, dopóki nie będzie ona wspólnotą ducha!”.
Organizatorem IV i kolejnych zjazdów gnieźnieńskich jest Forum św. Wojciecha (powstałe w 2002) pod patronatem abp Henryka Muszyńskiego metropolity gnieźnieńskiego, późniejszego prymasa Polski.

### III Zjazd gnieźnieński (12 marca 2000)
Zjazd ten odbywał się w czasie Wielkiego Jubileuszu Chrześcijaństwa. Udział wzięło pięciu prezydentów z Europy Środkowej i Wschodniej: Aleksander Kwaśniewski, prezydent Polski; Johannes Rau – Niemiec, Rudolf Schuster – Słowacji, Arpad Göncz – Węgier, Valdas Adamkus – Litwy. Istotnym elementem tego zjazdu były nabożeństwa ekumeniczne i wzajemne wyznanie win trzech tradycji chrześcijańskich.

### IV Zjazd gnieźnieński (15 marca – 16 marca 2003)
Odbył się pod hasłem „Quo Vadis Europo?”. Zorganizowany z inicjatywy Forum Świętego Wojciecha z udziałem ponad 600 osób, przedstawicieli 80 ruchów katolickich.

### V Zjazd gnieźnieński (12 marca – 14 marca 2004)
Trwał w przededniu akcesji 10 nowych państw do UE, zorganizowany z inicjatywy Forum Świętego Wojciecha z udziałem 700 reprezentantów ruchów i stowarzyszeń chrześcijańskich ze Wschodu i Zachodu Europy. Spotkaniu towarzyszyła pierwsza do tej pory Ekumeniczna Droga Krzyżowa, w której uczestniczyli przedstawiciele 8 Kościołów chrześcijańskich.

### VI Zjazd gnieźnieński (16 września – 18 września 2005)
Zorganizowano pod hasłem „Europa dialogu” z inicjatywy Forum Świętego Wojciecha, Polskiej Rady Ekumenicznej (przy finansowym wsparciu Komisji Europejskiej). Tematem rozmów zaproszonych gości był przede wszystkim dialog poświęcony ekumenii, przyszłości Europy, otwarciu na inne religie (judaizm, islam) oraz dialog Kościołów z instytucjami i organizacjami UE. Częścią zjazdu były też nabożeństwami ekumeniczne w kościołach Gniezna oraz wzajemna modlitwa z przedstawicielami judaizmu i islamu.
Udział wzięło ok. 800 osobistości życia społecznego 15 krajów Europy, m.in. Tadeusz Mazowiecki, Jerzy Buzek – byli premierzy Polski, Jarosław Pietras – Minister do spraw europejskich Polski, Danuta Hübner – komisarz europejski ds. polityki regionalnej, Helmut Kohl – były kanclerz Niemiec, Ján Čarnogurský – były premier Słowacji, Rocco Buttiglione – minister kultury Włoch, Hans-Gert Pöttering – przewodniczący grupy deputowanych EPL-ED w Parlamencie Europejskim, kard. Józef Glemp – prymas Polski, Walter Kasper – przewodniczący Papieskiej Rady ds. Popierania Jedności Chrześcijan, abp Michael Fitzgerald – przewodniczący Papieskiej Rady ds. Dialogu Międzyreligijnego, abp Jeremiasz – przewodniczący Polskiej Rady Ekumenicznej, abp Hilarion – reprezentant patriarchy Moskwy i Wszechrusi. Zaproszony jako kardynał Joseph Ratzinger został papieżem Benedyktem XVI miał rozpocząć spotkanie ekumeniczne wszystkich chrześcijan, lecz ze względu na objęcie nowej funkcji wystosował tylko specjalny list do uczestników zgromadzenia.

### VII Zjazd gnieźnieński (15 czerwca – 17 czerwca 2007)
Odbył się pod hasłem „Człowiek drogą Europy”. Uczestnicy kongresu zastanawiali się głównie nad koncepcjami człowieka w religiach abrahamowych, relacjami między chrześcijańskim a laickim humanizmem, kryzysem humanizmu w dobie systemów totalitarnych, przyszłością rodziny, kwestiami związanymi z bioetyką, a także ludzką seksualnością.
Zaproszenia przyjęli m.in.: kard. Bertone, sekretarz stanu Stolicy Apostolskiej; arcybiskup Jeremiasz, prawosławny ordynariusz diecezji wrocławskiej i szczecińskiej oraz prezes Polskiej Rady Ekumenicznej, Joaquín Navarro-Valls, były dyrektor Biura Prasowego Watykanu; prof. Tariq Ramadan, islamski teolog i pisarz polityczny; ks. Borys Gudziak, rektor Uniwersytetu Katolickiego we Lwowie, prof. Jan Hartman, filozof i etyk; prof. Marek Safjan, prawnik, były prezes Trybunału Konstytucyjnego; prezydent RP Lech Kaczyński; Władysław Bartoszewski; prof. Hans-Gert Pöttering, przewodniczący Parlamentu Europejskiego; abp Józef Życiński, metropolita lubelski; s. Małgorzata Chmielewska oraz liczni publicyści katoliccy. Spotkanie zakończyło się tradycyjnie wspólnym nabożeństwem ekumenicznym w murach katedry.

### VIII Zjazd gnieźnieński (12 marca – 14 marca 2010)
Pomysłodawcą, tak jak w poprzednich latach był abp gnieźnieński Henryk Muszyński. Tematem tego zjazdu była „Rodzina nadzieją Europy”. Program obejmował podjęcie dyskusji na temat rodziny w dzisiejszym świecie, „On-Ona i co dalej?” oraz debatę na temat polityki Europy i Polski: Czy jest rodzinna czy antyrodzinna?. Celem organizatorów zjazdu było przewidują, tak jak w latach ubiegłych żeby spotkanie to stanowiło także miejscem dialogu ekumenicznego i międzyreligijnego oraz miejsc debaty, modlitwy i świadectw. Istotnym elementem były nabożeństwa ekumeniczne w kościołach gnieźnieńskich, a także w Modliszewku.
W zjeździe brał udział m.in. prezydent RP Lech Kaczyński; prof. Wojciech Łączkowski, sędzia Trybunału Konstytucyjnego; Władysław Bartoszewski, abp Stanisław Gądecki metropolita poznański; arcybiskup Jeremiasz, prawosławny ordynariusz diecezji wrocławskiej i szczecińskiej oraz prezes Polskiej Rady Ekumenicznej, a także przedstawiciele dziewięciu Kościołów chrześcijańskich.

### IX Zjazd gnieźnieński (16 marca – 18 marca 2012)
Hasłem IX Zjazdu była „Europa obywatelska. Rola i miejsce chrześcijan”. Obecny był m.in. prezydent RP Bronisław Komorowski, nuncjusz apostolski w Polsce abp Celestino Migliore, kard. Stanisław Ryłko – przewodniczący Papieskiej Rady ds. Świeckich, Prymas Polski abp Józef Kowalczyk, kard. Kazimierz Nycz – metropolita warszawski oraz zwierzchnicy i delegaci Kościołów zrzeszonych w Polskiej Radzie Ekumenicznej.

### X Zjazd gnieźnieński (11 marca – 13 marca 2016)
Hasło zjazdu „Europa nowych początków. Wyzwalająca moc chrześcijaństwa” Do Gniezna przyjechał prezydent RP Andrzej Duda, kard. Luis Antonio Tagle z Filipin oraz zwierzchnik Ukraińskiego Kościoła Greckokatolickiego abp Światosław Szewczuk, który w czasie zjazdowych debat mówił o pojednaniu polsko-ukraińsko-rosyjskim. Po raz pierwszy gospodarzem spotkania był prymas Polski abp Wojciech Polak.

### XI Zjazd gnieźnieński (21–23 września 2018)
Zjazd odbywał się pod hasłem „Europa ludzi wolnych. Inspirująca moc chrześcijaństwa”. Wśród gości i prelegentów znaleźli się m.in.: prezydent RP Andrzej Duda, Prymas Polski abp Wojciech Polak, kardynał Peter Turkson – prefekt Dykasterii ds. Integralnego Rozwoju Człowieka, abp Jerzy Samiec – zwierzchnik Kościoła Ewangelicko-Augsburskiego w RP oraz abp Ludwig Schick – metropolita Bambergu